# Antigen-Antikörper-Reaktion
Als Antigen-Antikörper-Reaktion (AAR) wird in der Biochemie, der Immunologie, der Infektiologie  und in verwandten Wissenschaften ein Bestandteil der Immunreaktion bezeichnet, bei dem sich ein Komplex aus Antigen und Antikörper bildet. Dieser wird als Antigen-Antikörper-Komplex oder auch Immunkomplex bezeichnet. Den Teil der Oberfläche des Antigens, den der Antikörper spezifisch erkennt und bindet, nennt man Epitop oder antigene Determinante. Verschiedene Antikörper können gegen verschiedene Epitope desselben Antigens gerichtet sein (Polyklonalität).
Kleine Immunkomplexe entstehen im Körper täglich, so beim Kontakt mit Bakterien, die bei banalen Verletzungen in die Blutbahn gelangen und dort an Antikörper binden. Auch bei viralen Infekten ist dieser Zusammenhang bekannt. Die Immunkomplexe werden durch Bindung von Komplementkomponenten in löslicher Form gehalten. Sie binden an den Komplementrezeptor CR1 auf Erythrozyten und werden zur Leber transportiert und dort abgebaut. Große, zur Ablagerung neigende Immunkomplexe entstehen dann, wenn hohe, nahezu äquimolare Konzentrationen an Antigenen und Antikörpern aufeinandertreffen. Dann binden Antigene und Antikörper aneinander und bilden große, stark vernetzte Immunkomplexe, die im Plasma nicht mehr löslich sind und ausfallen.
In bestimmten Fällen (z. B. bei Autoimmunkrankheiten) besteht der Immunkomplex auch aus Autoantigen und Autoantikörper (z. B. bei Lupus erythematodes).
Die Ablagerung von Immunkomplexen in den Gefäßen führt zur Komplementaktivierung und konsekutiver neutrophiler Chemotaxis sowie zu apoptotischem Zerfall der neutrophilen Leukozyten (Leukozytoklasie) (z. B. bei leukozytoklastischer Vaskulitis). Der klassische Vertreter einer Immunkomplexerkrankung ist die Serumkrankheit.
Da einige Arten von Antikörpern in der Lage sind, mehrere gleichartige Antigene gleichzeitig zu binden (bis zu zehn im Fall von IgM) und umgekehrt ein Antigen unter Umständen von mehreren Antikörpern besetzt werden kann (siehe oben), kann sich ein Immunkomplex unter Umständen aus wesentlich mehr als zwei Objekten zusammensetzen. Antigen-Antikörper-Reaktionen dienen in vivo dem Schutz des Organismus gegen Fremdkörper wie Toxine oder Bakterien, sie werden im Normalfall durch das retikuloendotheliale System beseitigt.
Immunkomplexe können schädigende, krankheitserregende, bis hin zu tödlichen Effekte haben. Beispiele sind Bluttransfusionen bei Blutgruppeninkompatibilitäten (Transfusionsreaktion) oder bestimmte Autoimmunerkrankungen und Immunpathogenesen, zum Beispiel die Immunkomplex-Nephritis durch Bence-Jones-Proteine oder die Immunkomplex-Vaskulitiden. Möglicherweise erzeugen antipaternale Antikörper eine Form der Unfruchtbarkeit.

## Nutzung im Labor
In vitro bilden sich sichtbare Komplexe nur unter optimalen Bedingungen. Sie werden als sogenanntes Präzipitat ausgefällt. Nutzbar ist dies zur Quantifizierung des Antigens, in seltenen Fällen auch des Antikörpers. Eine wichtige Rolle spielt diese Reaktion bei Immunassays, die zum Nachweis von Antigenen oder Antikörpern dienen. Eine weitere Nutzung ist der Präzipitintest, mit dem man den Verwandtschaftsgrad zweier Tiere misst.